# Julieta Jankunas
Julieta Jankunas (Córdoba, 20 de enero de 1999) es una jugadora argentina de hockey sobre césped que se desempeña como delantera en el Club Universitario de Córdoba. Integra la Selección nacional.

## Biografía
Es de ascendencia lituana. Además de jugar al hockey, estudia Licenciatura en Comunicación Digital.
Comenzó a jugar al hockey en el Club Tala en la ciudad de Córdoba. Luego jugó en el Club Universitario de Córdoba.

## Palmarés
| Campeonato Mundial Junior       | Campeonato Mundial Junior                      | Campeonato Mundial Junior | Campeonato Mundial Junior |
| Año                             | Lugar                                          | Medalla                   |                           |
| ------------------------------- | ---------------------------------------------- | ------------------------- | ------------------------- |
| 2016                            | Santiago de Chile ( Chile)                     | 01 ! [ 5 ]                |                           |
| Juegos Olímpicos de la Juventud |                                                |                           |                           |
| Año                             | Lugar                                          | Medalla                   |                           |
| 2014                            | Nankín ( China)                                | Medalla de bronce         |                           |
| Campeonato Panamericano Juvenil |                                                |                           |                           |
| Año                             | Lugar                                          | Medalla                   |                           |
| 2014                            | Montevideo ( Uruguay)                          | Medalla de oro            |                           |
| Copa Panamericana               |                                                |                           |                           |
| Año                             | Lugar                                          | Medalla                   |                           |
| 2017                            | Lancaster ( Estados Unidos)                    | 01 ! [ 6 ]                |                           |
| 2022                            | Santiago ( Chile)                              | 01 ! [ 7 ]                |                           |
|                                 | Champions Trophy                               |                           |                           |
| Año                             | Lugar                                          | Medalla                   |                           |
| 2018                            | Changzhou ( China)                             | Medalla de bronce         |                           |
| Juegos Panamericanos            |                                                |                           |                           |
| Año                             | Lugar                                          | Medalla                   |                           |
| 2019                            | Lima ( Perú)                                   | 01 ! [ 8 ]                |                           |
| Juegos Olímpicos                |                                                |                           |                           |
| Año                             | Lugar                                          | Medalla                   |                           |
| 2020                            | Tokio ( Japón)                                 | 02 ! [ 9 ]                |                           |
| Hockey Pro League               |                                                |                           |                           |
| Año                             | Lugar                                          | Medalla                   |                           |
| 2021-22                         | Sin sede fija                                  | Medalla de oro            |                           |
| Campeonato Mundial              |                                                |                           |                           |
| Año                             | Lugar                                          | Medalla                   |                           |
| 2022                            | Tarrasa ( España) · Amstelveen ( Países Bajos) | Medalla de plata          |                           |
| Juegos Panamericanos            |                                                |                           |                           |
| Año                             | Lugar                                          | Medalla                   |                           |
| 2023                            | Santiago ( Chile)                              | 01 ! [ 10 ]               |                           |
| Juegos Olímpicos                |                                                |                           |                           |
| Año                             | Lugar                                          | Medalla                   |                           |
| 2024                            | París ( Francia)                               | 03 ! [ 11 ]               |                           |